# کوسیموو
کوسیموو (به لاتین: Kusimovo) یک منطقهٔ مسکونی در روسیه است که در باشقیرستان واقع شده‌است.